# Thierry Bourdin
Thierry Bourdin (ur. 30 października 1962 w Clermont-Ferrand) – francuski zapaśnik w stylu wolnym. Trzykrotny olimpijczyk. Odpadł w eliminacjach turniejów w Los Angeles 1984, Seulu 1988 i Barcelonie 1992. Startował w kategorii 52 kg. Zajął 10 miejsce na mistrzostwach świata w 1987. Brązowy medalista mistrzostw Europy w 1991. Drugi na wojskowych mistrzostwach świata w 1983 roku.